# George William Russell
George William Russell (Lurgan, 10 april 1867 – Bournemouth, 17 juli 1935) was een Iers schrijver die het pseudoniem Æ (AE of A.E.) gebruikte; bovendien was hij dichter, recensent, redacteur, kunstschilder en Iers nationalist. Hij schreef ook over mystiek en vervulde een centrale rol in een groep Dubliners die zich met theosofie bezighielden.

## Jeugd
Russell groeide op in Lurgan en Dublin. Hij was een zoon van Mary Armstrong en Thomas Russell. Zijn vader stamde uit een familie van keuterboeren, maar was medewerker van Thomas Bell & Co. geworden, een bloeiend bedrijf in linnenfabricaten. De dood van zijn zus Mary op haar 18e kwam hij slechts moeizaam te boven.
Na de middelbare Rathmines School ging hij in 1884 naar de Metropolitan School of Art, waar hij bevriend raakte met William Butler Yeats. Hij tekende en schilderde op gevoel, zonder aan de opdracht te voldoen of het betreffende model weer te geven. In die tijd woonde Russell in de Theosophical Society lodge, waar hij een kamer deelde met H.M. Magee, de broer van zijn latere biograaf William Kirkpatrick Magee. Nadien ontwikkelde zijn loopbaan zich op diverse fronten.

## Landbouwcoöperatie
Na een periode als klerk van een manufacturier werkte Russell jarenlang voor de Irish Agricultural Organisation Society (IAOS), een agrarische coöperatieve vereniging opgezet door Horace Plunkett, vernieuwer van de landbouwsector in Ierland. Op aanraden van Yeats werd Russell in 1897 organisator voor Plunkett, als assistent secretaris van de IAOS. In die hoedanigheid reisde hij het land door om kredietmaatschappijen en coöperatieve banken op te zetten; rond 1910 waren het er meer dan 200.
Russell was sinds 1905 ook redacteur van de Irish Homestead, een weekblad van de IAOS. Als begenadigd schrijver en uitgever kreeg hij daarmee veel invloed op de ontwikkeling van de agrarische coöperatie. Medio september 1923 veranderde zijn functie in redacteur van The Irish Statesman, weekblad van de Irish Dominion League; in april 1930 fuseerde dit blad met de Irish Homestead.
Zijn werkloosheid bracht armoede dichtbij. Van de opbrengst van zijn schilderijen en dichtbundels zou hij niet rond kunnen komen. In het geheim hielden vrienden van hem daarom een inzameling en brachten £ 800 bijeen, een bedrag waarmee Russell een tour naar de Verenigde Staten kon financieren. Zijn lezingen sloegen daar aan en de boekverkoop steeg enorm.

## Schrijverschap
THE LAST HERO
We laid him to rest with tenderness;
Homeward we turned in the twilight's gold;
We thought in ourselves with dumb distress—
All the story of earth is told.

A beautiful word at the last was said:
A great deep heart like the hearts of old
Went forth; and the speaker had lost the thread,
Or all the story of earth was told.

The dust hung over the pale dry ways
Dizzily fired with the twilight's gold,
And a bitter remembrance blew in each face

How all the story of earth was told.
Met zijn eerste dichtbundel — Homeward: Songs by the Way — uit 1894 vestigde hij zijn naam en ging hij met Yeats en Lady Gregory deel uit maken van de zogenaamde Irish Literary Revival. Zijn pseudoniem "Æ" was afgeleid van het eerder door Russell gebruikte Æon, waarmee hij refereerde aan de levenslange queeste van de mens.
Æ ontmoette de toen nog jonge James Joyce en introduceerde hem bij andere Ierse literaire schrijvers, onder wie William Butler Yeats. Beide spelen een rol in episode 9, "Scylla en Charybdis — de bibliotheek", van de Ulysses van Joyce; Æ wijst daarin Stephen Dedalus' theorieën over Shakespeare af. Dedalus leent geld van hem en merkt op, "A.E.I.O.U."
Zelf schreef Æ tractaten over een breed scala aan onderwerpen, zoals theosofie, politiek en economie; daarnaast dichtte hij en bleef schilderen. In die schilderijen verwerkte Æ regelmatig spirituele wezens, zoals hij beweerde die te zien. In 1913 verschenen zijn verzamelde gedichten, herdrukt in 1926.
Russell was een erg gastvrij mens. Voor iedereen die interesse had in Ierlands economische en artistieke toekomst, was Russells huis een aangename ontmoetingsplek; binnen de literaire wereld van Dublin vormden de zondagavonden bij hem een specialiteit. Ook zijn daar diverse toneelstukken gerepeteerd, zoals zijn Deirdre en Cathleen ni Houlihan van Yeats. En hij trachtte de vrede tussen zijn bekvechtende collegae te bewaren in de roerige tijden van het sterk verdeelde Ierland. Zelfs de leider van de nieuwe interim regering van de Ierse Vrijstaat, Michael Collins, verscheen er in 1922 regelmatig en zij werden goede kennissen. In diezelfde periode raakten Yeats en Æ gebrouilleerd en liepen elkaar voorbij als twee vreemden.
Opvallend was Russels vriendelijkheid en gulheid jegens jonge schrijvers; Frank O'Connor noemde hem "de man die als een vader was voor drie generaties Ierse schrijvers" of in Patrick Kavanaghs woorden "a great and holy man". Pamela Lyndon Travers — de schepper van Mary Poppins — behoorde ook tot de schrijvers met goede herinneringen aan Russells hulp en aanmoedigingen. En hij wordt opgevoerd in hoofdstuk 13 van Earthly Powers van Anthony Burgess.

## Bibliografie

De Starry Plough-vlag

## Politiek
Ondanks zijn functie bij de IAOS kwam Russell er openlijk voor uit een nationalist te zijn. Tijdens de Dublin Lock-out van 1913 schreef hij een open brief aan The Irish Times, waarin hij de opstelling van de werkgevers bekritiseerde.
Russell sympathiseerde met de bewegingen die in 1916 tijdens de Paasopstand vochten voor een onafhankelijk Ierland. In zijn optiek vloeiden deze voort uit het traditioneel en natuurlijk communisme van keltisch nationalisme. Aangezien hijzelf pacifisme voorstond, beperkte hij zijn concrete betrokkenheid tot schrijven en redigeren en liet hij de gewelddadige acties in die strijd aan anderen. Als kunstenaar had Russel in 1914 voor het Irish Citizen Army de in Ierland fameuze Starry Plough-vlag ontworpen, die gevoerd en gehesen werd tijdens de Paasopstand.
Hij was onafhankelijk afgevaardigde voor de Irish Convention (1917—1918), die zich bezighield met de ‘Ierse kwestie’, een vergadering waarin hij oppositie voerde tegen het compromis van John Redmond — leider van de Irish Parliamentary Party in het Britse Lagerhuis — inzake de Home Rule. Hij raakte betrokken bij de in 1919 door Plunkett gestichte Irish Dominion League, een politieke partij die Ierland bij voorkeur als een semi-autonoom Dominion verder zag gaan en niet als onafhankelijke, soevereine staat.

## Kunstenaarschap

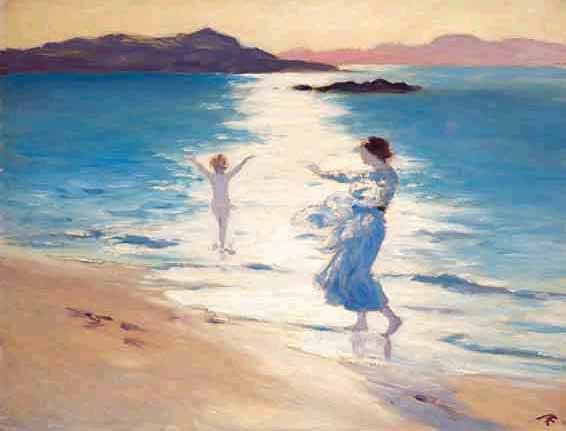
Bathers van Æ (1918)

Russell was een landschapschilder die figuren aan het landschap toevoegde. Hij maakte er niet zijn broodwinning van, maar schilderde in de weekeinden. Zijn productie was relatief hoog en hij verkocht zijn werkjes vlot; vaak waren ze eigenlijk nog niet af. Niettemin kon hij kwalitatief hoogwaardig materiaal afleveren, zoals de werken die hij wel afmaakte aantonen. Af en toe vervaardigde hij een portret voor een vriend — onder meer voor dichter en romancier James Stephens, Ella Young, Yeats en Lady Gregory.
Diverse recensenten hebben Æ tot de symbolisten gerekend. Hij viel echter niet te classificeren, zeker niet in die categorie, omdat hij de figuren die hij schilderde ook daadwerkelijk voor zich zag.

## Privé
In 1898 huwde hij Violet North; zij kregen drie zoons. Hij schermde zijn gezin af.

## Nadagen
Kort na het overlijden van zijn vrouw in 1932 emigreerde Russell naar Engeland. Gaandeweg was hij ongelukkig geworden in en met de Ierse Vrijstaat. Volgens Yeats vond hij dat Ierland aan de duivel was gegeven. In die periode ging zijn gezondheid achteruit; desondanks ging hij naar de Verenigde Staten voor een lezingentour. Hij keerde uitgeput terug en stierf in 1935 aan de gevolgen van kanker. George William Russell ligt begraven op Mount Jerome Cemetery in Dublin.

## Secundaire literatuur
- (en) Allen, Nicholas (2003). George Russel (AE) and the New Ireland 1905–30. Four Courts Press, Dublin. ISBN 1-85182-691-2.
- (en) Magee, William Kirkpatrick (1937). A Memoir of AE, George William Russell.
- (fr) Repusseau, Patrice (2020). Æ Georges W. Russell ou la Loi de la Gravitation spirituelle. Editions Arqa, pp. 314.

- Biblioteca Nacional de España: XX5231298
- Bibliothèque nationale de France: cb11923143j (data)
- CiNii: DA01013835
- Gemeinsame Normdatei: 118642073
- International Standard Name Identifier: 0000 0001 2149 5821
- Library of Congress Control Number: n79124616
- MusicBrainz: d479a02e-1dd2-4547-8860-9ba04c6c1629
- Bibliotheek van het Japanse parlement: 00744403
- Nationale Bibliotheek van Tsjechië: ola2002142133
- Nationale bibliotheek van Australië: 36041053
- Nationale Bibliotheek van Israël: 987007276060305171
- Nederlandse Thesaurus van Auteursnamen: 071078150
- RKD-Nederlands Instituut voor Kunstgeschiedenis: 68956
- LIBRIS: 307279
- SNAC: w6p37r9v
- Système universitaire de documentation: 027115666
- Trove: 835695
- Union List of Artist Names: 500020793
- Virtual International Authority File: 121823798
- WorldCat: E39PBJcR8jKdHVttVF4qPprcyd